# Robert Alexander Frazer
Robert Alexander Frazer (Londres, 5 de fevereiro de 1891 — Ockham, 10 de dezembro de 1959) foi um matemático e engenheiro britânico.
Em 1909 recebeu uma bolsa para estudar no Pembroke College (Cambridge), sendo tutorado por John Hilton Grace e Henry Frederick Baker. Em 1930 obteve o título de Doctor of Science na Universidade de Londres.
Em 1914 foi apontado para trabalhar na Seção Aeronáutica do Departamento de Engenharia do National Physical Laboratory, onde permaneceu até aposentar-se em 1954.
Seu nome é diretamente relacionado ao uso de matrizes em ciências.